# Hendrik I van Anhalt
Hendrik I van Anhalt (circa 1170 — 17 mei 1252) was van 1212 tot 1244 vorst van Anhalt. Hij behoorde tot het  Huis Ascaniërs.

## Levensloop
Hij was de oudste zoon van Bernhard III van Saksen, die vanaf 1180 hertog van Saksen was, en Judith van Polen, dochter van groothertog Mieszko III. Na de dood van zijn vader in 1212 verdeelde Hendrik samen met zijn jongere broer Albrecht I de gebieden van Bernhard III. Hendrik werd graaf van Anhalt, terwijl Albrecht hertog van Saksen werd. In 1218 werd Anhalt verheven tot een vorstendom.
Een belangrijke ministeriaal van Hendrik I van Anhalt was Eike van Repgow, die de Saksenspiegel samenstelde. Dit was tijdens de middeleeuwen het belangrijkste wetboek van de Duitse staten.
Hendrik was eveneens een minnezanger. In het begin van de 14e eeuw werden vijf van zijn minneliederen gekopieerd in de Codex Manesse. In dit boek werd Hendrik I foutief als hertog bestempeld, wat hij nooit geweest is.
In 1244 trad Hendrik I af als vorst van Anhalt. Zijn zonen Hendrik II, Bernhard I en Siegfried I volgden hem op en na zijn dood verdeelden ze in 1259 Anhalt. Hendrik II kreeg Aschersleben, Bernhard I kreeg Bernburg en Siegfried I kreeg Köthen.

## Huwelijk en nakomelingen
Rond het jaar 1211 huwde Hendrik I van Anhalt met Irmgard, dochter van landgraaf Herman I van Thüringen. Ze kregen volgende kinderen:
- Hendrik II (circa 1215 - 1266), vorst van Anhalt-Aschersleben
- Judith (overleden na 1277), huwde met heer Nicolaas I van Mecklenburg-Werle
- Sofia (overleden in 1272), huwde met eerst met hertog Otto I van Meranië, dan met graaf Siegfried van Regenstein en daarna met Otto van Hadmersleben
- Bernhard I (circa 1218 - 1287), vorst van Anhalt-Bernburg
- Albert (overleden rond het jaar 1245), werd monnik
- Herman (overleden in 1289), werd kanunnik
- Magnus (overleden na 1264), werd kanunnik
- Otto (overleden na 1246), werd kanunnik
- Siegfried I (circa 1230 - 1298), vorst van Anhalt-Zerbst
- Hedwig (overleden in 1259), huwde met hertog Bolesław II van Liegnitz
- Gertrudis (overleden in 1275), werd abdis